# Arthrinium sphaerospermum
Arthrinium sphaerospermum är en svampart som beskrevs av Fuckel 1874. Arthrinium sphaerospermum ingår i släktet Arthrinium och familjen Apiosporaceae.   Inga underarter finns listade i Catalogue of Life.